# Nazionale maschile di hockey su prato della Jugoslavia
La nazionale di hockey su prato della Jugoslavia era la squadra di hockey su prato rappresentativa della Jugoslavia, scioltasi nel 1992.

## Partecipazioni

### Mondiali
- 1971-1990 - non partecipa

### Olimpiadi
- 1908-1988 - non partecipa

### Champions Trophy
- 1978-1992 – non partecipa

### EuroHockey Nations Championship
- 1970 - non partecipa
- 1974 - 13º posto
- 1978 - non partecipa
- 1983 - non partecipa
- 1987 - non partecipa
- 1991 - non partecipa